# Filialkirche Inzersdorf im Kremstal

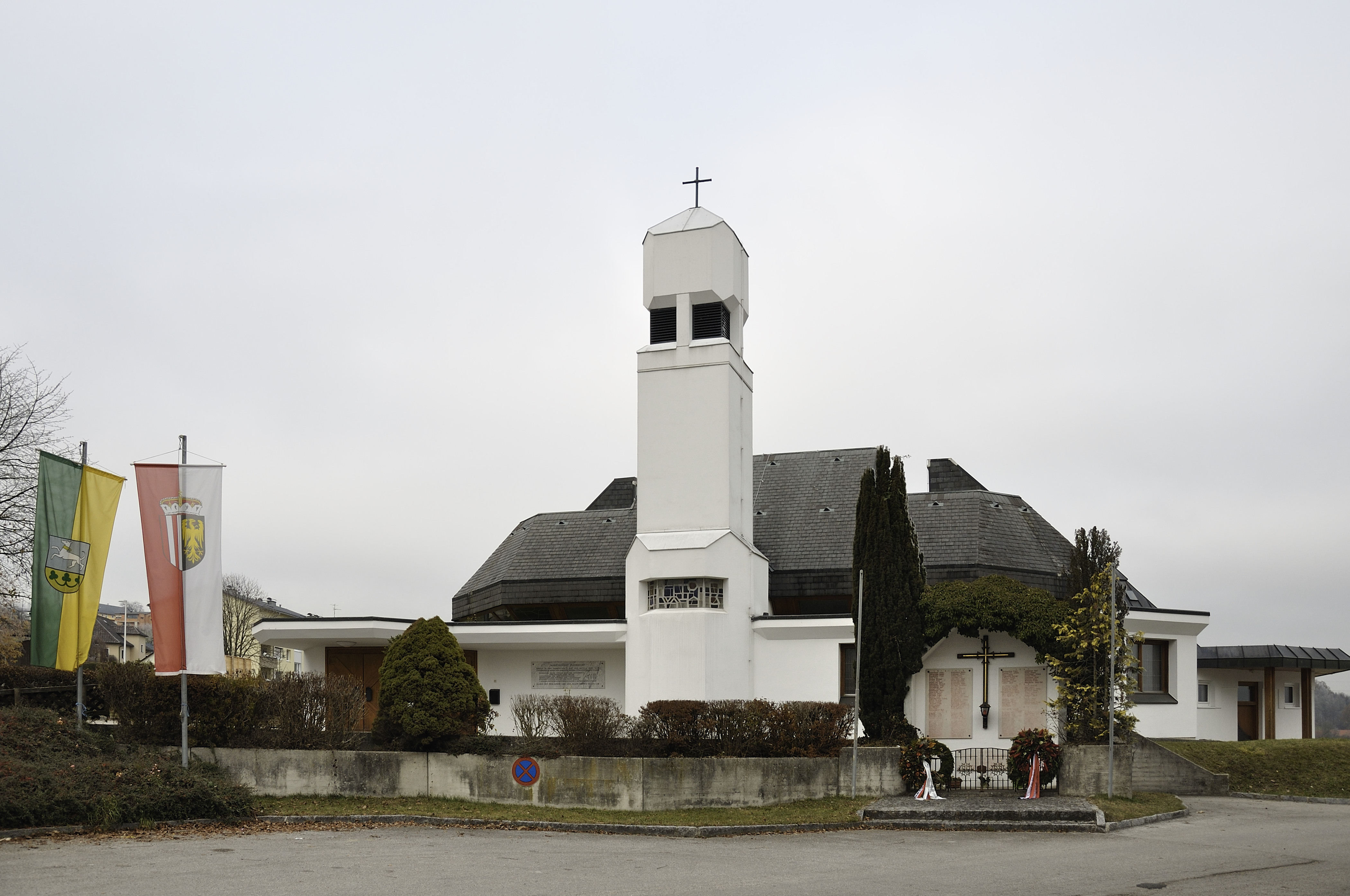
Filialkirche Inzersdorf im Kremstal

Die Filialkirche Inzersdorf im Kremstal (auch: Kaplaneikirche Inzersdorf) liegt in der oberösterreichischen Gemeinde Inzersdorf im Kremstal. Die römisch-katholische Filialkirche ist der heiligen Maria geweiht. Inzersdorf ist eine Kaplanei im Pfarrsprengel der Stadtpfarrkirche Kirchdorf an der Krems und befindet sich im Dekanat Windischgarsten der Diözese Linz. Der Sakralbau wurde in den Jahren 1974/75 errichtet und steht mit der Bezeichnung Kath. Pfarrkirche Marienkirche unter Denkmalschutz (Listeneintrag).

## Geschichte
Um 1700 wird in der Pfarrchronik von einem fortschreitenden Verfall einer Kirche berichtet, welche damals dem hl. Nikolaus geweiht war. Als Standort wird der Weyerhof angenommen, weitere Daten sind nicht bekannt. Im heutigen Ortszentrum befand sich seit 1927 eine kleine Filialkirche. Diese frühere Kirche war ein zum Gotteshaus umgebauter Schmiedestadel, also eine Art ehemalige Scheune.
Der Spatenstich zum jetzigen Sakralbau erfolgte am 8. April 1974 durch Abt Othmar Rauscher und Bürgermeister Josef Tretter. Die Glockenweihe und Kriegerdenkmalweihe geschah am 27. Oktober 1974. Die Übertragung der Madonna aus dem Altbau und den ersten Gottesdienst feierte man zum 24. Dezember 1974. Per 15. August 1975 (Maria Himmelfahrt) vollzog Diözesanbischof Franz Salesius Zauner die Konsekration der neuen Kirche.
Ab 1975 begannen die Abbrucharbeiten an der in unmittelbarer Nachbarschaft befindlichen profanierten Vorgängerkirche, seit Ende der 1970er Jahre bis 2021 stand dort die Raiffeisenbank Inzersdorf. Im August 2015 wurde das 40-Jahr-Jubiläum der Kirchweihe feierlich begangen. Den Jubiläumsgottesdienst zelebrierte der Altabt des Stiftes Schlierbach.

## Marienkirche Inzersdorf im Kremstal
Die Kirche befindet sich am Kirchenplatz Nr. 3 im Ortszentrum der Gemeinde Inzersdorf. Der Friedhof ist unmittelbar angrenzend. Die Marienkirche ist im Stil der 1970er Jahre eher einfach gehalten. Der Kirchturm beinhaltet drei Glocken. Das Kriegerdenkmal mit den Gedenktafeln der Gefallenen ist an der Kirchenaußenmauer angebracht. Im Kircheninneren wird der Volksaltar von einer kleinen Orgel auf der einen und von der bekannten Inzersdorfer Madonna auf der anderen Seite flankiert. 
Die aus dem 13. Jahrhundert stammende gotische Madonna und eine Holzfigur des heiligen Sebastian, datiert auf das 3. Viertel des 17. Jahrhunderts, wurden vom alten Kirchengebäude übernommen.
Die denkmalgeschützte Filialkirche Inzersdorf ist als Kaplanei ein Teil der Pfarre Kirchdorf an der Krems, die wiederum seit den Reformen von Kaiser Joseph II. in den 1780er Jahren seelsorglich dem Stift Schlierbach inkorporiert ist.

## Inzersdorfer Madonna
Die Inzersdorfer Madonnenstatue wird rund um das Jahr 1430 datiert. Der ursprüngliche Standort ist nicht bekannt, nachweislich ist sie erst seit 1917 im Ort. Anfangs diente eine  kleine Bauernkapelle als Unterstand. Ihr künstlerischer Wert wurde jedoch erst ab 1927 erkannt, als sie einen Platz in der Vorgängerkirche zur heutigen Marienkirche fand und dadurch allgemeines Interesse weckte.
Heutzutage gilt die Statue als Werk des Meisters von Seeon. Der Name des Meisters ist nicht bekannt. Weitere Werke in Oberösterreich, die ihm zugeschrieben werden, sind unter anderem eine früher im Mühlviertel auf Schloss Riedegg beheimatete thronende Madonna – diese „Schwester“ befindet sich mittlerweile in der Schweiz (Schloss Lenzburg) – und eine Statue des heiligen Nikolaus in der Stadtpfarrkirche Bad Ischl.
Die gotische Inzersdorfer Madonna wurde im 18. Jahrhundert im Stil des Barock verändert. Restaurierungen sind für 1938 und 1955 belegt. Die Holzstatue zeigt die Muttergottes mit Jesukind im Arm.

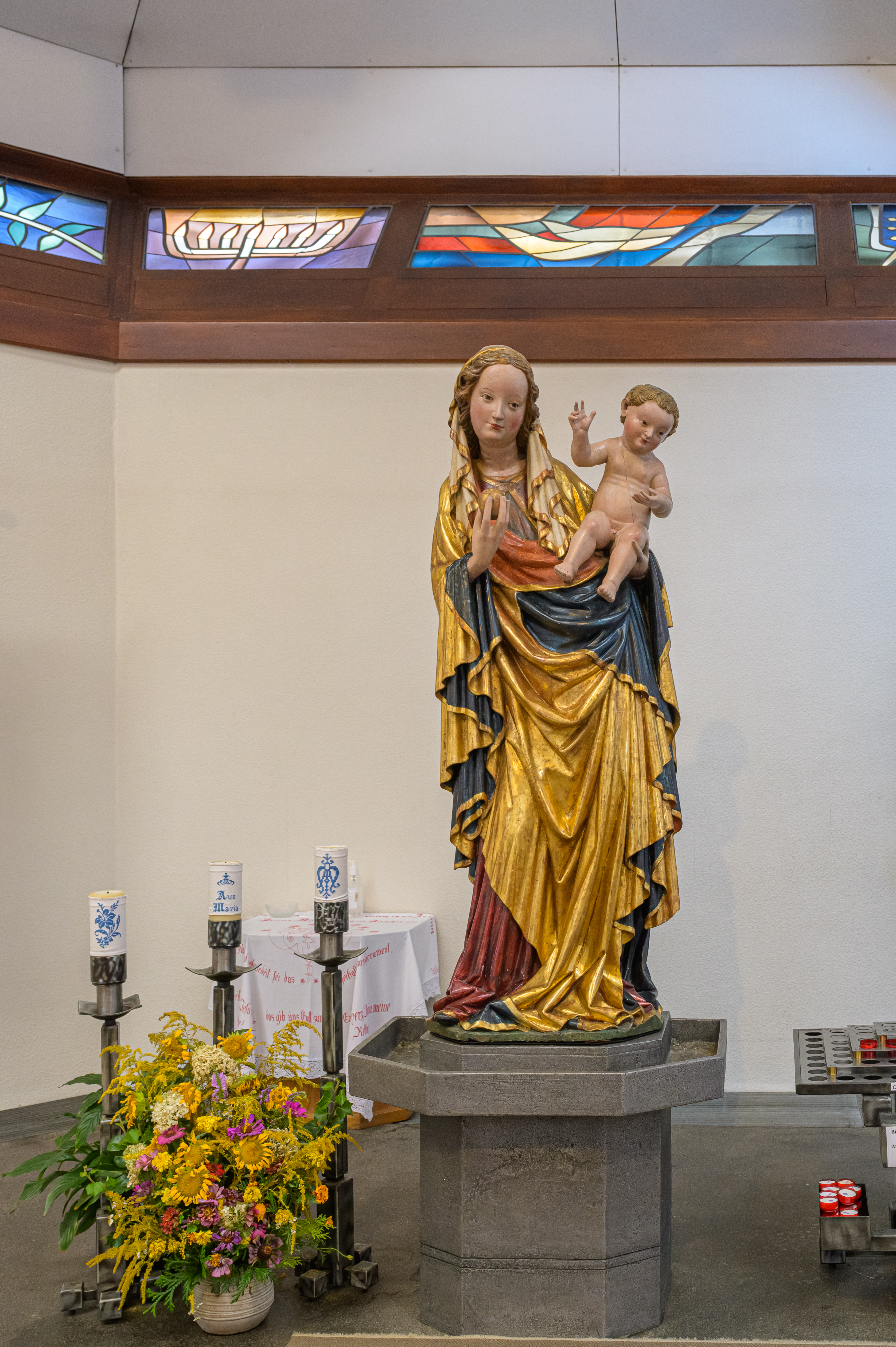
Inzersdorfer Madonna, dem Meister von Seeon zugerechnet
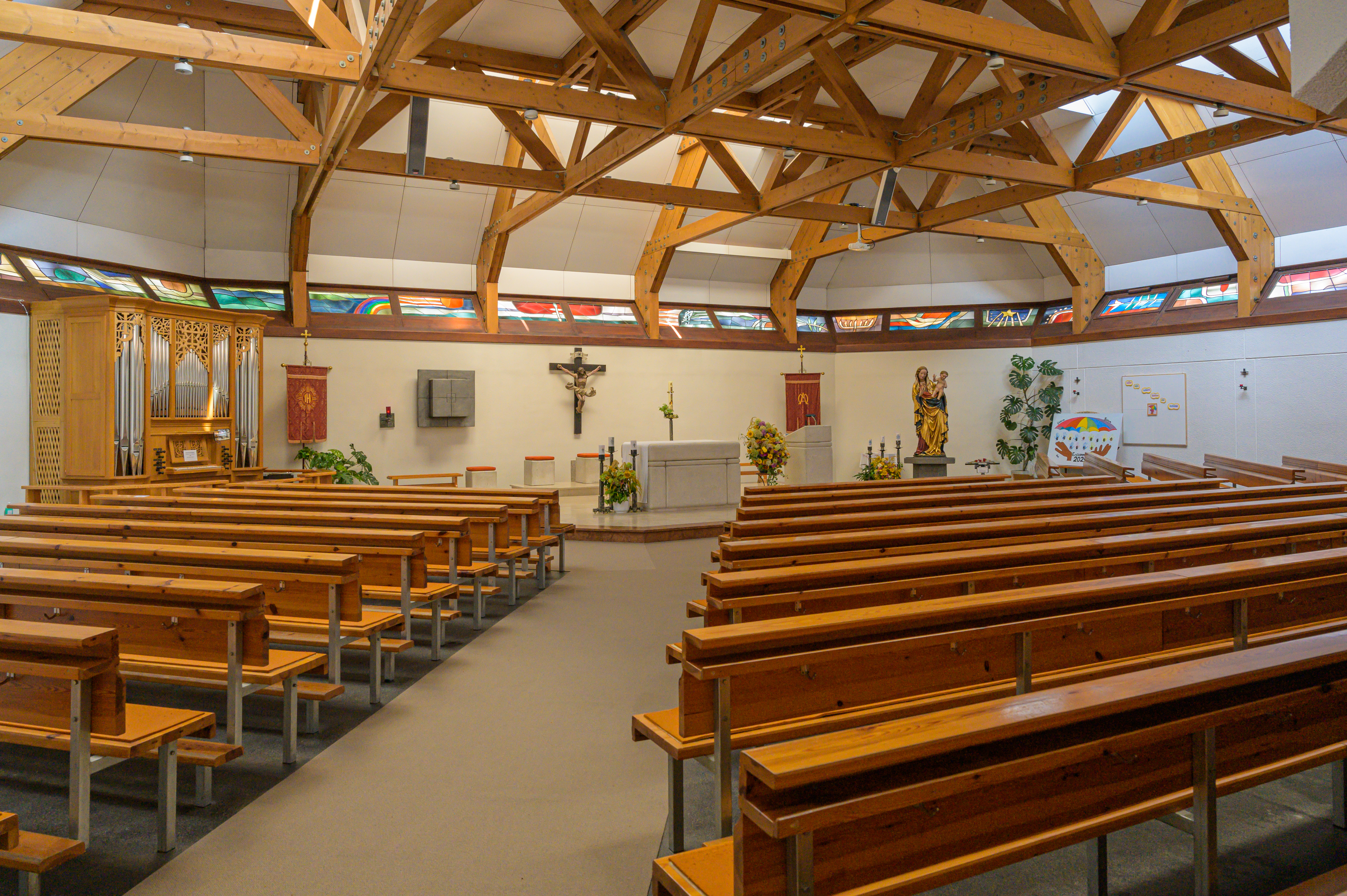
Filialkirche Inzersdorf, Marienkirche Innenansicht
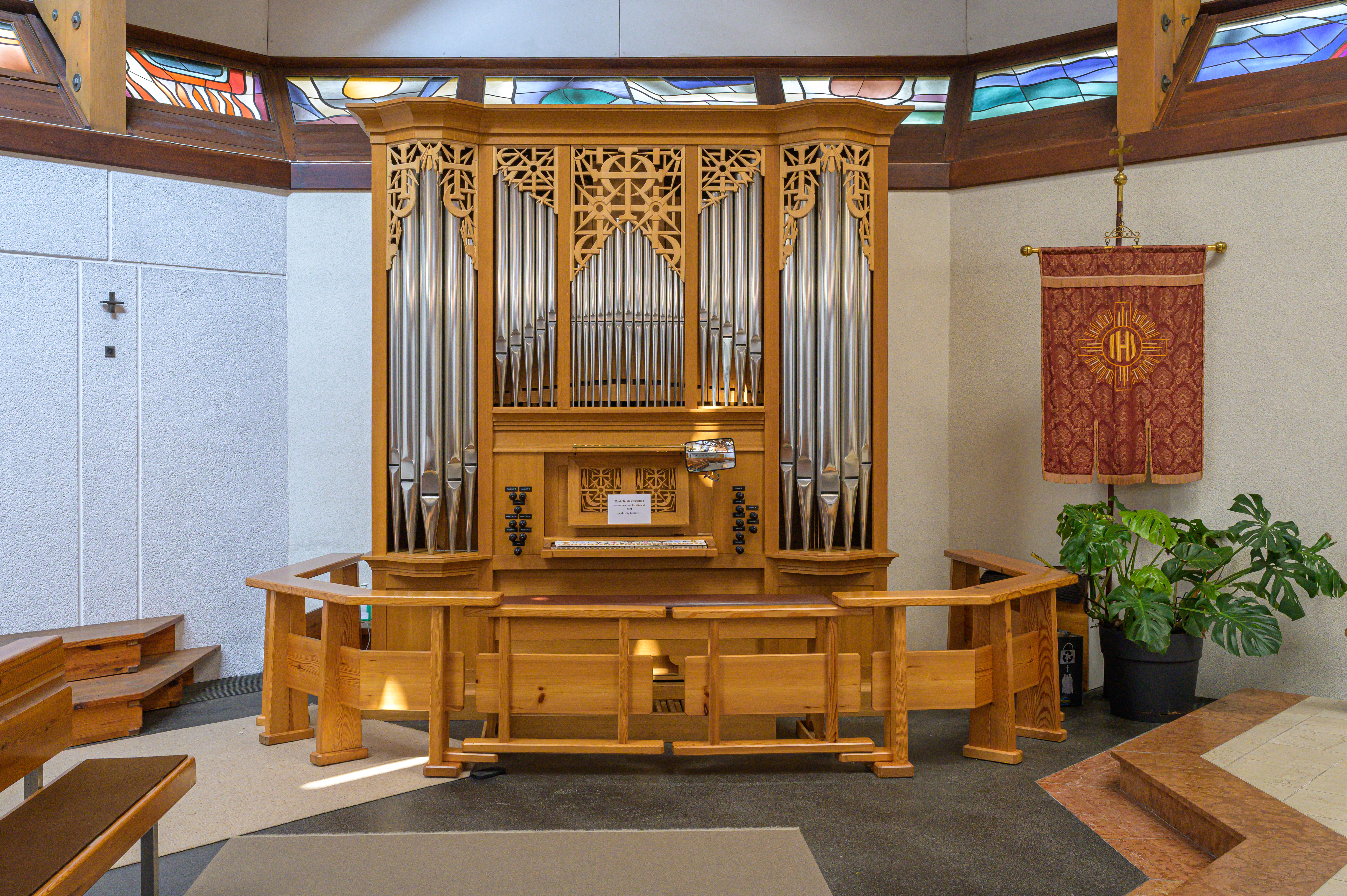
Filialkirche Inzersdorf, Marienkirche Orgel